# 可變參數函數
在計算機程序設計，一個可變參數函數是指一個函數擁有不定引數，即是它接受一個可變數目的參數。不同的程式語言對可變參數函數的支持有很大差異。
一般而言，在設計函數時會遇到許多數學和邏輯操作，是需要一些可變功能。例如，計算數字串的總和、字符串的聯接或其他操作過程，都可以存在任意數量的參數。
另一種許多語言都實現為可變參數函數的是格式輸出函數，在C語言的printf函數和Common Lisp的format函數就是例子。這些函數都需要一個參數，指定格式的輸出，再讀取可變參數的值進行格式化。
另外，可變參數函數在某些語言存在安全問題。例如C語言在沒有長度檢查和類型檢查，在傳入過少的參數或不符的類型時可能會出現溢位的情況，更可能會被利用為攻擊目標。所以，在設計函數時可以先考慮其他替補方案，例如以類型安全的方式——重載。

## 例子

### C/C++
在C語言中，C標準函式庫的stdarg.h標頭檔定義了提供可變參數函數使用的巨集。在C++，應該使用標頭檔cstdarg。
要創建一個可變參數函數，必須把省略號（...）放到參數列表後面。函數內部必須定義一個va_list變數。然後使用巨集va_start、va_arg和va_end來讀取。例如：
```
#include
 
<stdio.h>

#include
 
<stdarg.h>

double
 
average
(
int
 
count
,
 
...);
 
/* 函数声明，计算参数的平均值。直到参数为0时停止计算 */

int
 
main
(
void
)
 
/* 测试代码 */

{

        
double
 
avg
;

        
avg
 
=
 
average
(
3
,
 
2
,
 
1
,
 
5
,
 
0
);

        
printf
(
"%f
\n
"
,
 
avg
);

        
return
 
0
;

}

double
 
average
(
int
 
count
,
 
...)

{

        
va_list
 
ap
;

        
int
 
i
,
 
cnt
 
=
 
0
;
  
/* cnt 表示参数个数 */

        
double
 
tot
 
=
 
0
;
  
/* 参数的和 */

        
va_start
(
ap
,
 
count
);

        
for
 
(
i
 
=
 
count
;
 
i
;
 
i
 
=
 
va_arg
(
ap
,
 
int
),
 
cnt
++
)
 
/* i为当前获取参数的值 */

                
tot
 
+=
 
i
;

        
va_end
(
ap
);
  
/* 将参数列表清空 */

        
return
 
tot
 
/
 
cnt
;

}

```

這個是一段計算平均數的程式碼，可以輸入任意數量的小數並計算平均數，注意计算以0停止计算。請注意，函數不知道參數的數量或它們的類型，這裡要求的類型是double，而且第一個參數傳遞可變參數的數量。在另外的情況下，例如printf，參數的數量和類型都設定在格式字符串中。在這兩種情況下，程序員實際上需要提供正確的參數，如果參數傳遞少了或參數的類型不正確，導致讀入內存的無效區（溢位），這樣會有安全漏洞如格式字符串攻擊。
C++允许函数重载。对于重载函数，有省略符的可变参数函数的匹配优先级最低。只有其它重载函数都不能匹配时，才会与候选的可变参数函数匹配。

### C++11/C++14
C++11新增了initializer_list物件，當編譯器遇到大括號陣列變成函數的參數時，會自動將大括號陣列轉型成initializer_list物件，因此可以使用此原理來做出「相同型別」參數的可變參數函數。
```
#include
 
<iostream>

using
 
namespace
 
std
;

template
<
typename
 
T
>

T
 
sum
(
initializer_list
<
T
>
 
il
)
 
{

	
T
 
data
(
0
);

	
for
 
(
T
 
i
 
:
 
il
)

		
data
 
+=
 
i
;

	
return
 
data
;

}

int
 
main
()
 
{

	
cout
 
<<
 
sum
(
 
{
 
1
,
 
2
,
 
3
,
 
4
,
 
5
,
 
6
,
 
7
,
 
8
,
 
9
,
 
10
 
})
 
<<
 
endl
;

	
return
 
0
;

}

```

### JavaScript
在JavaScript(简称js)中，函数的可变参数用法很巧妙。
```
function
 
test
(){

 
// 不管函数是否声明参数，所有的参数都会添加到arguments中，arguments以数组的形式将参数保存起来

 
var
 
params
 
=
 
arguments
;

 
// 以数组的形式输出

 
console
.
log
(
params
);

};

test
(
"a"
);
// 结果：["a"]

test
(
"a"
,
 
1
);
// 结果：["a", 1]

test
(
"a"
,
 
1
,
 
function
(){});
// 结果：["a", 1, function (){}]

```

## 外部連結
- Variadic function （页面存档备份，存于）. Rosetta Code task showing the implementation of variadic functions in over fifty programming languages.
- Variable Argument Functions —  A tutorial on Variable Argument Functions for C++
- GNU libc manual （页面存档备份，存于）